# Kód signalizačního bodu
Kód signalizačního bodu (Point Code – PC), Signalling Point Code – SPC), je adresa signalizačního bodu používaná protokolem Message Transfer Part level 3 (MTP-3) nebo M3UA pro směrování signalizačních zpráv v síti SS7. Je jednoznačný pouze v rámci jedné sítě (sítě jednoho operátora nebo propojovací sítě), ne celosvětově, a v různých částech světa má různou velikost a formát.
PC může být použit i v adresách protokolu Signalling Connection Control Part (SCCP), kterým se říká Global Title.

## Použití
Čísla PC slouží ke směrování zpráv v signalizační síti – mají v SS7 sítích podobnou funkci jako IP adresy v Internetu. Na rozdíl od IP adres nejsou PC celosvětově unikátní a dokonce mohou mít v různých zemích a sítích různou délku. Proto umožňují směrování zpráv pouze v rámci jedné sítě. Pro mezinárodní směrování zpráv se používají adresy Global Title protokolu Signalling Connection Control Part (SCCP).
Signalizační bod, který propojuje dvě sítě, má dvě čísla PC – každé přitom může mít jiný formát (například u signalizačního bodu, který propojuje ANSI síť s mezinárodní sítí). Druh sítě se rozlišuje pomocí dvou nejvýznamnějších bitů prvního bytu v MSU, tak zvaného Service Information Octet; tyto bity se označují Network Indicator (NI).

### MTP-3
Zprávy protokolu MTP-3 (message signal unit – MSU) obsahují tak zvaný routing label, jehož součástí je DPC (Destination Point Code) – PC příjemce (kód cílového bodu místa určení) a OPC (Originating Point Code) – PC odesilatele (kód bodu vzniku signalizační zprávy).

### SCCP
Adresa volaného (Called Party Address – CdPA) a volajícího (Calling Party Address – CgPA) v protokolu SCCP mohou kromě Global Title obsahovat i Point Code. Jeho přítomnosti v každé z adres indikuje příznak Signalling Point Code Indicator v poli Address Indicator.

## Formáty
Podle standardů platných v jednotlivých zemích existují následující délky PC:
- podle ITU standardu v mezinárodních sítích a ve většině ostatních států jsou PC 14bitové[1]
- v zóně 1 (USA, Kanada a některé země Karibiku) mají PC podle ANSI standardu 24 bitů[2]
- Číně mají PC 24 bitů
- v Japonsku jsou PC 16bitové

14bitové PC se zapisují jako jedno desítkové číslo, jedno šestnáctkové číslo nebo po složkách. Tyto složky mají v různých sítích různé počty bitů. Mezinárodní PC (International Signaling Point Code – ISPC) používají formát 3-8-3 (3 nejvýznamnější bity, 8 středních bitů a 3 nejméně významné bity).
V České republice se používají 14bitové PC podle ITU-T standardů. Způsob jejich zápisu ale závisí na konkrétní síti.
U protokolu MTP-3 jsou oba ITU PC uloženy spolu se 4bitovým SLS/SLC (Signalling Link Selection / Signalling Link Code) ve 4 oktetech (14 + 14 + 4 = 32 bitů); u protokolu SCCP zabírá každý PC dva oktety (pokud je přítomen).
24bitové PC mohou být zapsány jako jedno desítkové číslo, jedno šestnáctkové číslo nebo ve formátu 8-8-8 (číslo sítě-číslo podsítě-číslo signalizačního bodu). Jak u protokolu MTP-3, tak u SCCP je každý ANSI Point Code uložen ve třech po sobě jdoucích oktetech; v prvním je číslo signalizačního bodu, ve druhé číslo podsítě, ve třetím číslo sítě.
Protokol M3UA má pro každý PC (tj. OPC a DPC) vyhrazeny 4 byty, z nichž první 1 až 2 byty jsou nevyužity a hodnota PC je uložena ve 3 (ANSI, Čína) nebo 2 (ITU, Japonsko) zbývajících bytech.

## Zkratky
- OPC Originating Point Code
- DPC Destination Point Code
- ISPC International Signaling Point Code – PC v mezinárodní signalizační síti podle ITU-T doporučení Q.708[3]